# Сиволап, Михаил Иванович
Михаил Иванович Сиволап (1909 — ?) — советский украинский государственный деятель, председатель Николаевского облисполкома (1949—1953).

## Биография
В 1931 году окончил Херсонский сельскохозяйственный институт, получив диплом агронома.
С 1931 года работал агрономом Чаплинской машинно-тракторной станции Днепропетровского производственного объединения «Облзаготзерно».
Член ВКП(б).
В декабре 1941—1945 г. — начальник производственного и планово-финансового отделов Омского областного земельного отдела РСФСР.
В марте 1946—1947 г. — начальник Одесского областного отдела технических культур, заместитель начальника Одесского областного управления сельского хозяйства.
В июле 1947 — январе 1949 г. — начальник Николаевского областного управления сельского хозяйства.
29 января 1949 — 17 марта 1953 г. — председатель исполнительного комитета Николаевского областного совета депутатов трудящихся.
С 1953 г. — начальник Одесского областного управления сельского хозяйства.
На 1958 год — заместитель председателя Одесского областного совета депутатов трудящихся.